# جوردن هوتون
جوردن هوتون (بالإنجليزية: Jordan Houghton)‏ (9 نوفمبر 1995 في المملكة المتحدة - ) هو لاعب كرة قدم بريطاني في مركز الدفاع. شارك مع منتخب إنجلترا تحت 16 سنة لكرة القدم ومنتخب إنجلترا تحت 17 سنة لكرة القدم ومنتخب إنجلترا تحت 20 سنة لكرة القدم. أما مع النوادي، فقد لعب مع تشيلسي ونادي بليموث أرجايل ونادي غيلينغهام.

## وصلات خارجية
- جوردن هوتون على موقع قاعدة بيانات كرة القدم.إي يو (الإنجليزية)
- جوردن هوتون على موقع Soccerway.com (الإنجليزية)